# Broche Holloway
O broche Holloway (em inglês: Holloway brooch) foi apresentado pela União Política e Social das Mulheres (WPSU) para mulheres que foram encarceradas na Prisão de Holloway por atividades militantes relacionadas ao sufrágio feminino. É também referido como o "emblema da Ponte", o "broche da Prisão de Holloway" e a "Cruz Vitória da União".

## História

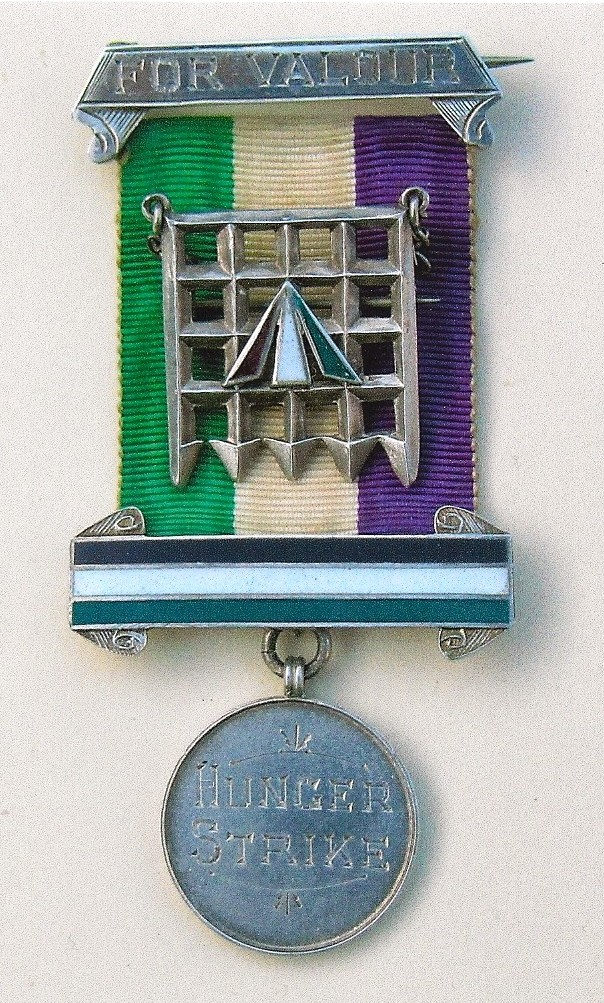
Medalha da Greve de Fome e broche Holloway de Violet Ann Bland, sobrepostos

Começando no ano de 1902, a prisão de Holloway era uma prisão apenas para mulheres em Londres, Inglaterra. No início do século XX, várias sufragistas foram encarceradas na prisão. À medida que suas ações se tornavam mais militantes, elas recebiam sentenças cada vez mais severas. Quando na prisão, as mulheres continuavam seus protestos, acabando por fazer greves de fome ao exigirem serem designadas como "prisioneiras políticas".

## Broche Holloway
O broche Holloway foi desenhado por Sylvia Pankhurst. Feito de prata, representa o símbolo da ponte levadiça do Parlamento e uma seta larga, associada aos uniformes da prisão, em esmalte roxo, branco e verde. Os broches foram dados às sufragistas após sua libertação de Holloway. O tamanho é um polegadas por 3⁄4 de polegada. Foi fabricado pela Toye & Co London.
Em 29 de abril de 1909, os primeiros broches foram distribuídos em uma grande reunião no Royal Albert Hall, organizada pela WSPU. Os primeiros broches foram apresentados por Christabel Pankhurst e Emmeline Pankhurst, Annie Kenney e Emmeline Pethick-Lawrence.

## Condecoradas com o broche Holloway
- Dora Beedham
- Sarah Benett
- Mabel Capper
- Leonora Cohen[7]
- Joan Cather
- Louie (Louisa) Cullen
- Emily Davison
- Kate Williams Evans
- Theresa Garnett
- Clara Giveen
- Katie Edith Gliddon
- Laura Geraldine Lennox[10]
- Edith Bessie New
- Annie Seymour Pearson[11]
- Pleasance Pendred
- Grace Roe[7]
- Janie Terrero
- Minnie Turner

Condecoradas com o broche Holloway
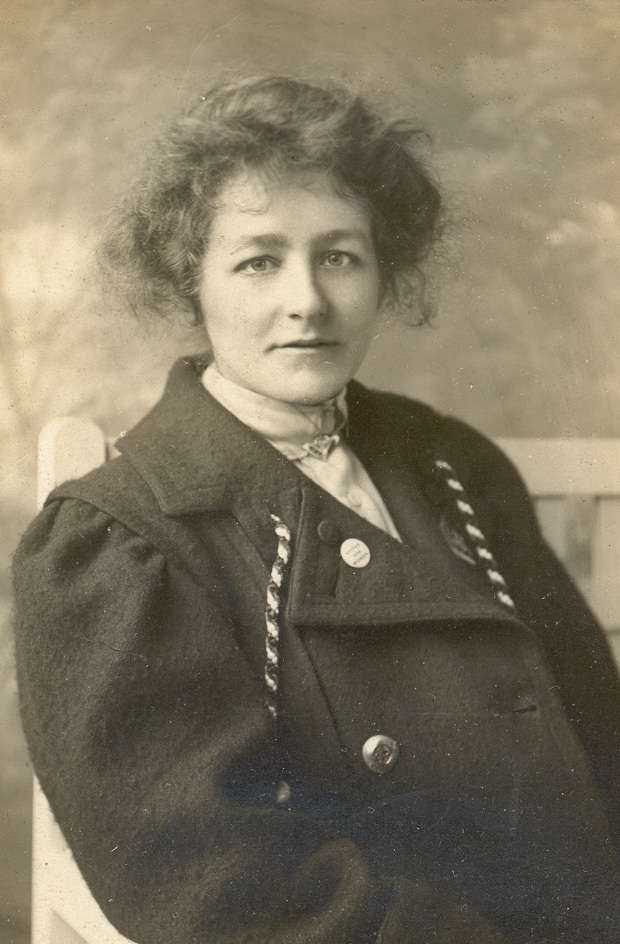
Edith New (1908)
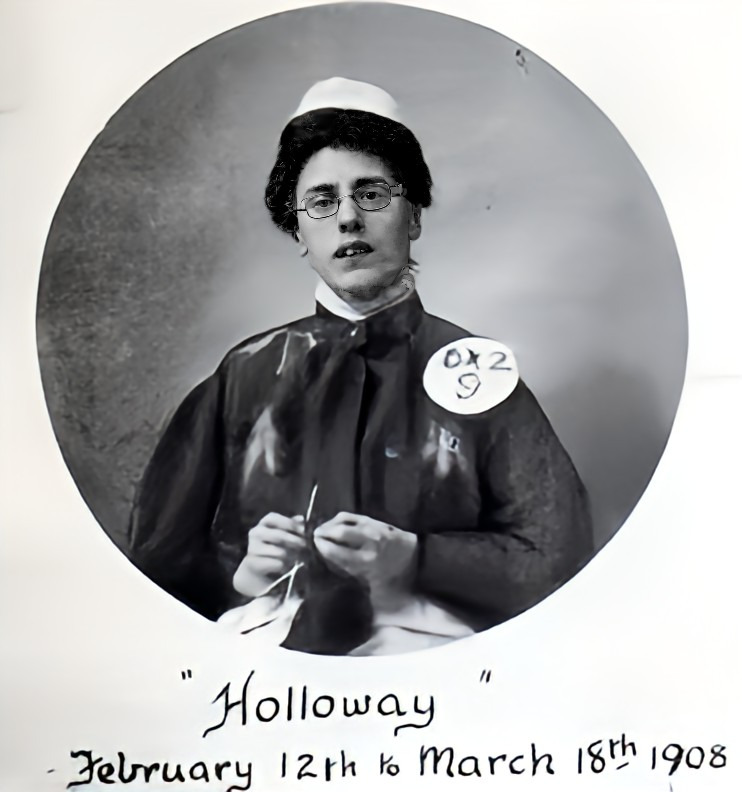
Louie Cullen (1908)
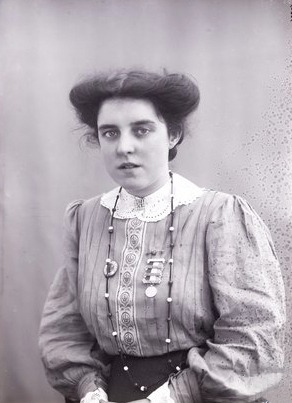
Theresa Garnett (1909)
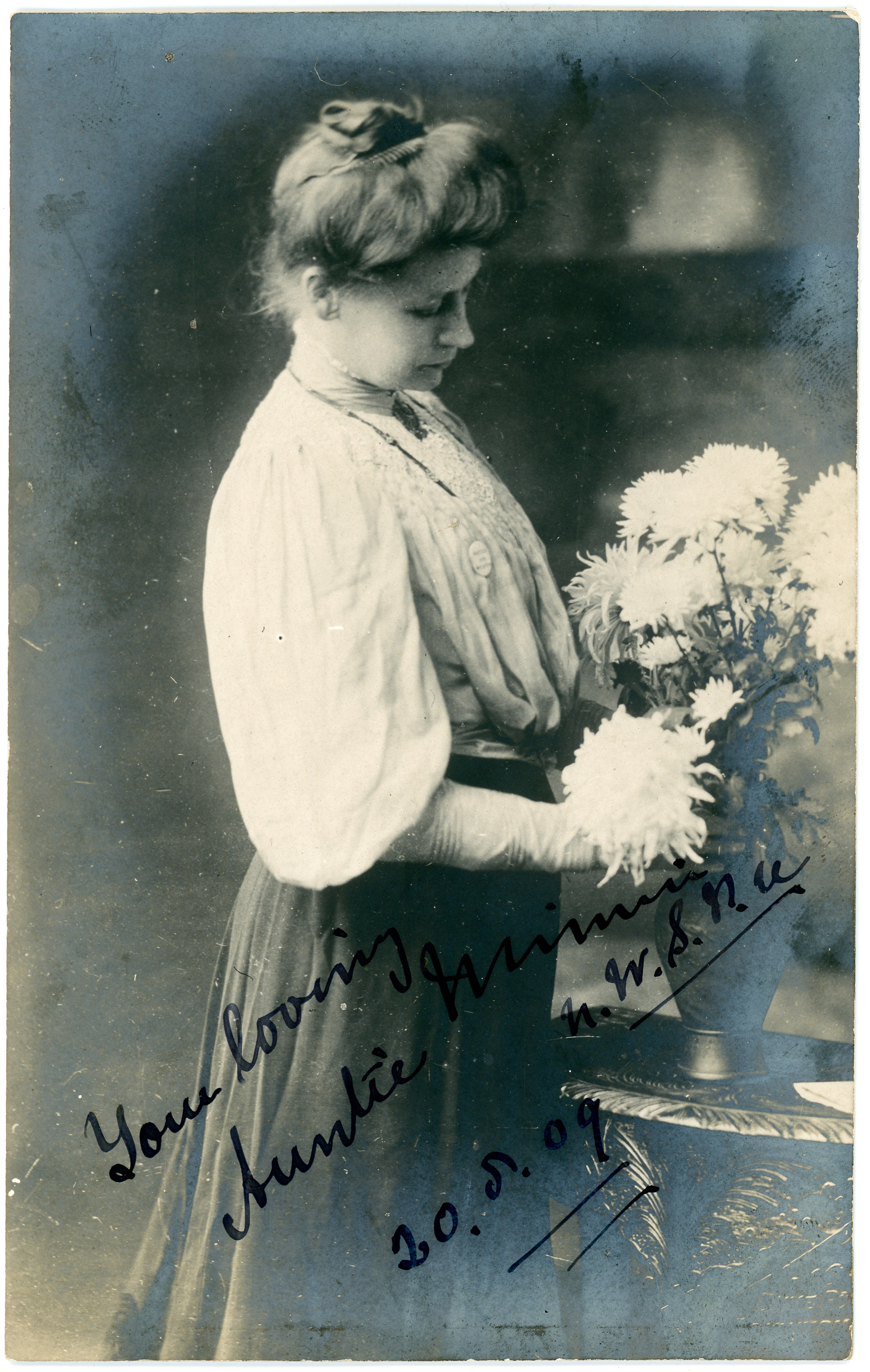
Minnie Turner (1909)
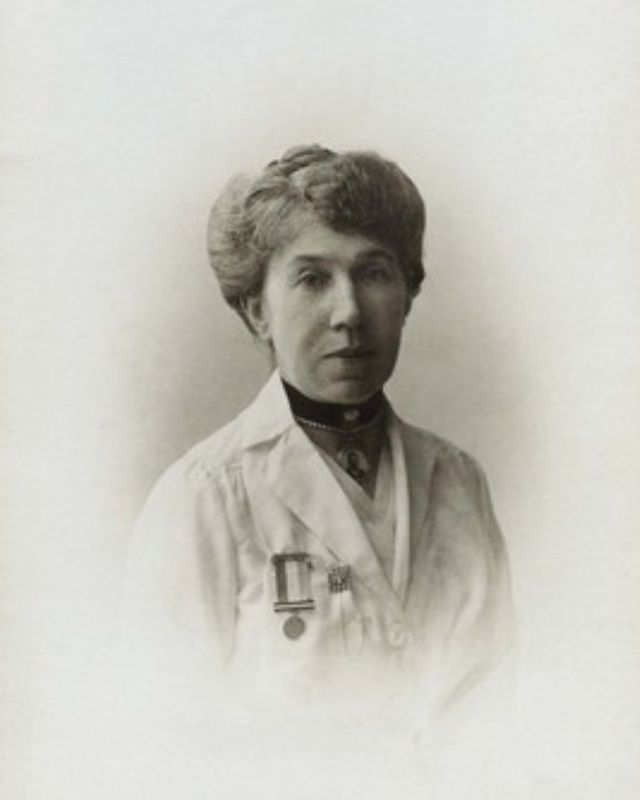
Janie Terrero (1912)
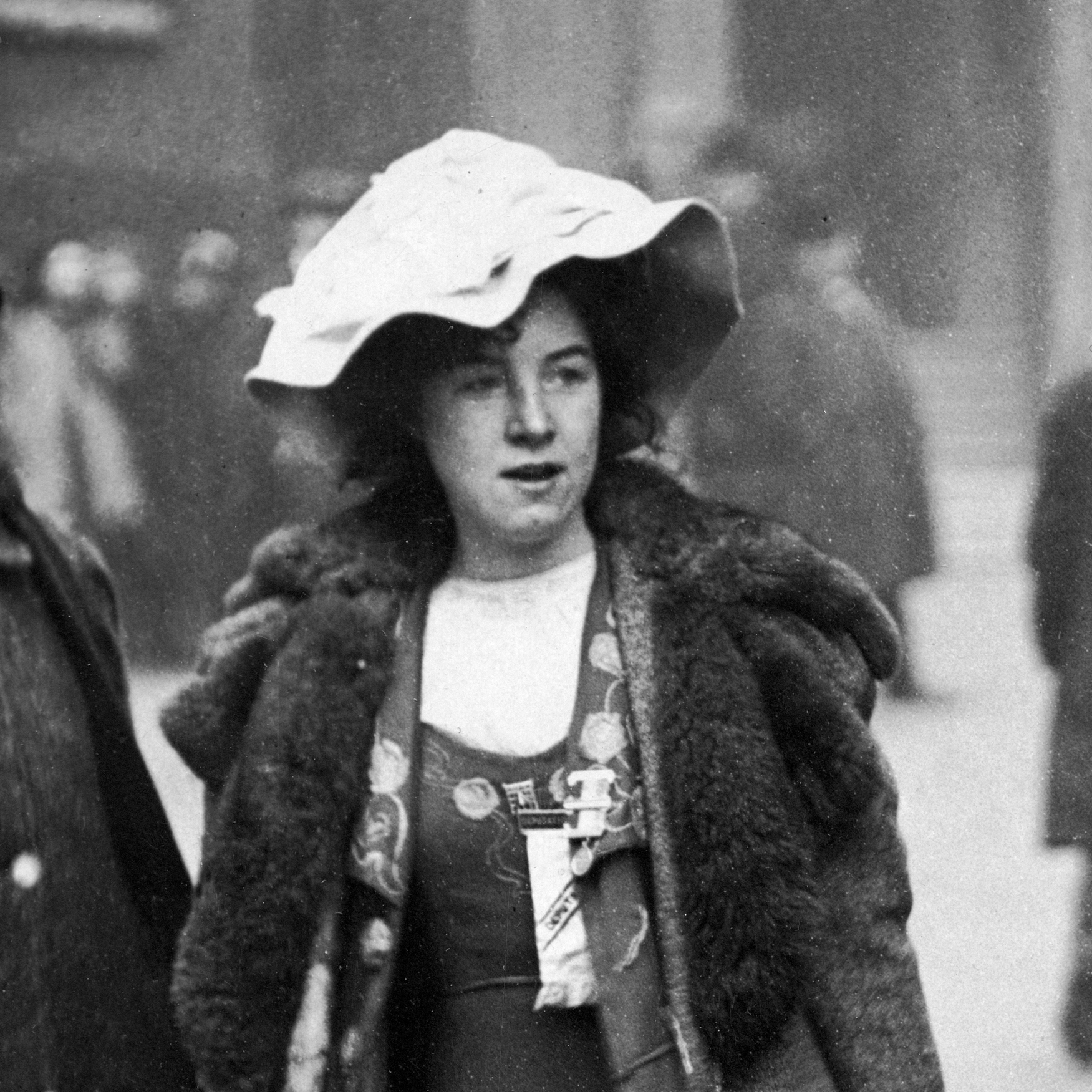
Mabel Capper (1912)
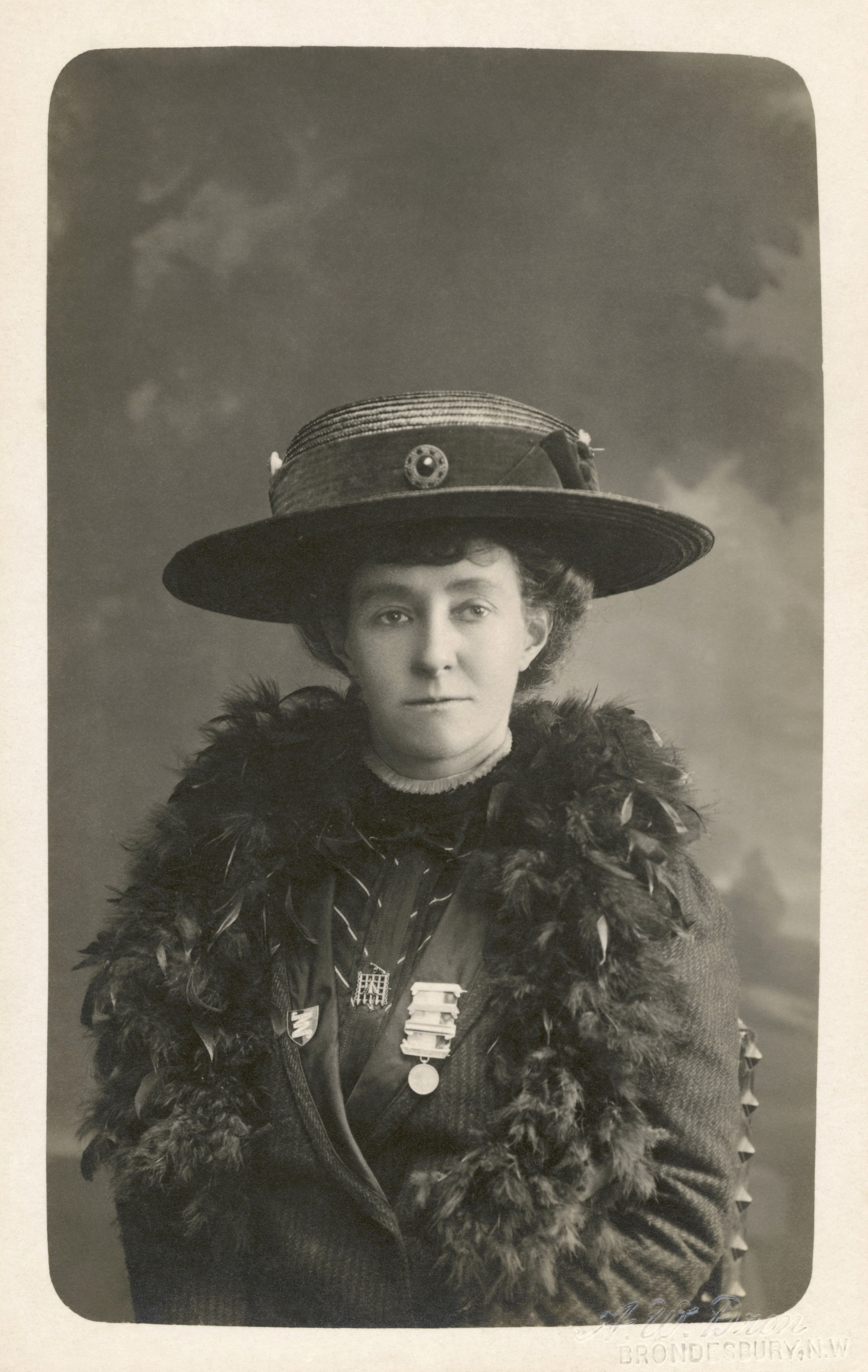
Emily Davison (1913)
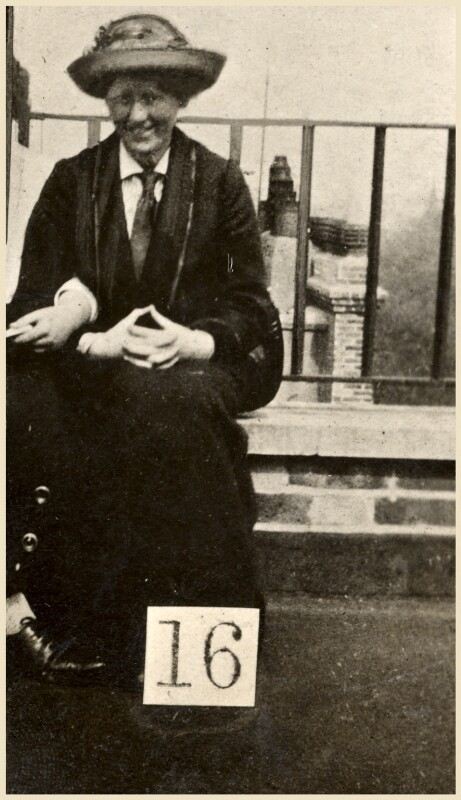
Clara Giveen (1914)
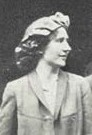
Grace Roe (1914)